# Westport (Massachusetts)
Westport és una població dels Estats Units a l'estat de Massachusetts. Segons el cens del 2000 tenia 14.183 habitants.

## Demografia
Segons el cens del 2000, Westport tenia 14.183 habitants, 5.386 habitatges, i 4.082 famílies. La densitat de població era de 109,4 habitants/km².
Dels 5.386 habitatges en un 29% hi vivien nens de menys de 18 anys, en un 62,9% hi vivien parelles casades, en un 9% dones solteres, i en un 24,2% no eren unitats familiars. En el 19,7% dels habitatges hi vivien persones soles el 8,9% de les quals corresponia a persones de 65 anys o més que vivien soles. El nombre mitjà de persones vivint en cada habitatge era de 2,62 i el nombre mitjà de persones que vivien en cada família era de 3,01.
Per edats la població es repartia de la següent manera: un 21,6% tenia menys de 18 anys, un 6,7% entre 18 i 24, un 28% entre 25 i 44, un 29% de 45 a 60 i un 14,6% 65 anys o més.
L'edat mediana era de 41 anys. Per cada 100 dones de 18 o més anys hi havia 95,2 homes.
La renda mediana per habitatge era de 55.436 $ i la renda mediana per família de 64.568$. Els homes tenien una renda mediana de 41.890 $ mentre que les dones 30.921$. La renda per capita de la població era de 25.281$. Entorn del 3,7% de les famílies i el 4,9% de la població estaven per davall del llindar de pobresa.